# Anton von Stiten

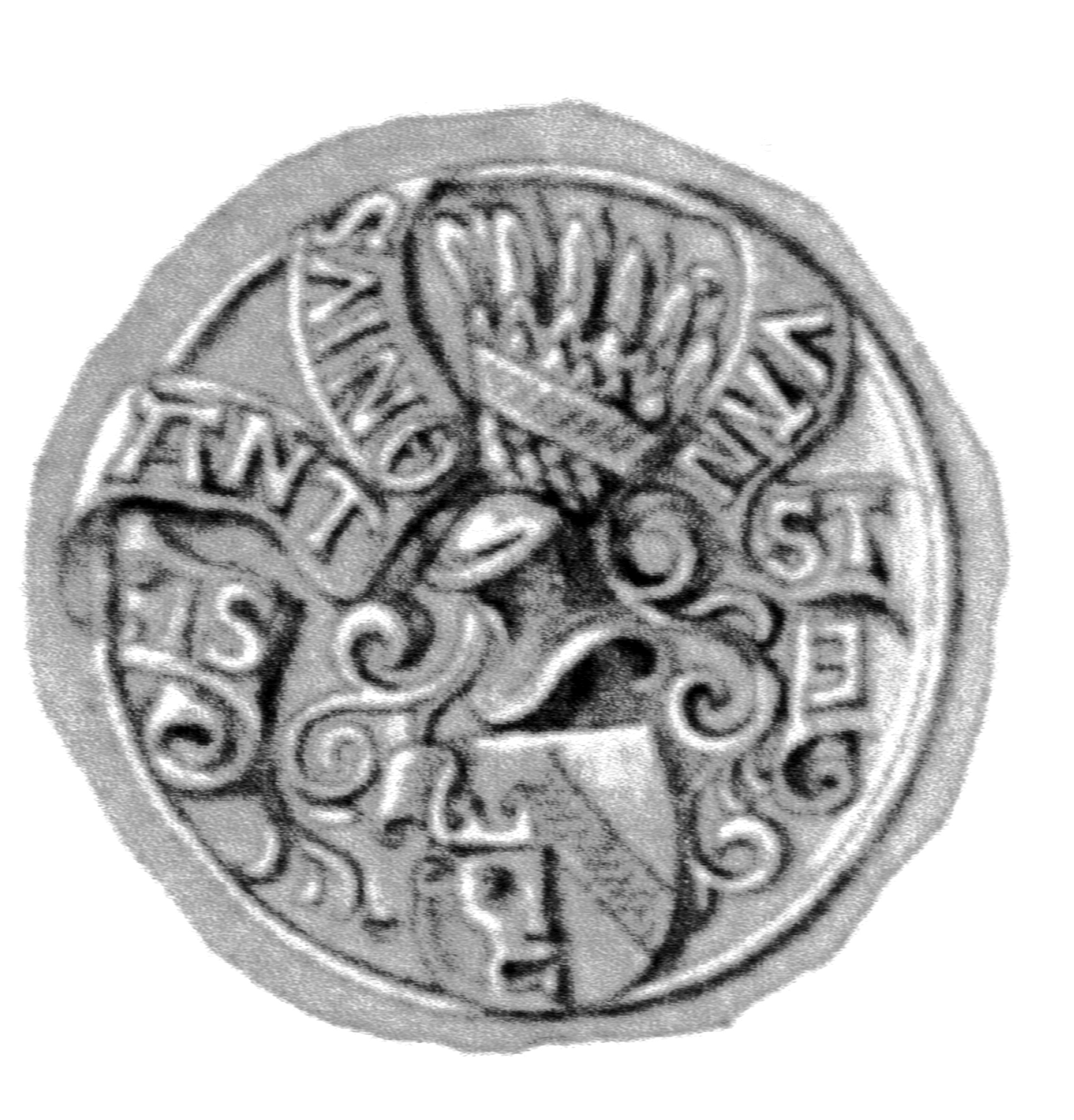
Siegel des Anton von Stiten

Anton von Stiten (* vor 1503; † 18. Juni 1564) gehörte der in Lübeck einflussreichen Familie von Stiten an und war ein Lübecker Bürgermeister.

## Familie
Stiten war der Sohn des Bürgermeisters Hartwig von Stiten aus dessen zweiter Ehe mit Cillie, Tochter des Ricbodo Kerckring.
Er war verheiratet mit Barbara, einer Tochter des Hermann von Wickede. Sie hatten folgende Kinder:
- Gottschalk von Stiten (1530–1588), seit 1567 Ratsherr und Mitglied der Zirkelgesellschaft (Mitgliedsnummer 354)
- Hartwig; Vater des Neugründers der Zirkel-Gesellschaft Anton von Stiten (361).
- Margarete, verheiratet mit dem Bürgermeister Joachim Lüneburg  (351)

## Leben
Anton von Stitens Geburtsdatum ist nicht bekannt. 1512 begann er das Studium an der Universität Rostock. 1525 wurde er Mitglied der Zirkelgesellschaft.
1528 wurde er in den Rat gewählt. Er war schon früh evangelisch und unterstützte von Anfang an die Belange der Lutherischen gegenüber dem Rat. Zwei seiner Schwäger, Marcus Tode (Vater von Christoph Tode) und Heinrich von Calven, waren Mitglieder im 64er-Ausschuss, der mit dem Rat über Steuern und die Einführung der Reformation in Lübeck verhandelte. Nachdem am 30. Juni 1530 die Einführung der Reformation beschlossen war, reiste Anton von Stiten als Gesandter der Stadt zum Reichstag nach Augsburg, wo er mit den lutherischen Reichsständen verhandelte. Am 27. Februar 1531 unterzeichnete er als Vertreter Lübecks den Beitritt zum Schmalkaldischen Bund. Er gehörte auch zu den Ratsherren, die gemeinsam mit Johannes Bugenhagen die neue Kirchenordnung ausarbeiteten.
Nach dem von Jürgen Wullenwever angezettelten missglückten Kaperkrieg gegen die Niederländer reiste er gemeinsam mit den Bürgermeistern Jürgen Wullenwever und Joachim Gercken im März 1534 zu Friedensverhandlungen nach Hamburg. Als Wullenwever und Marx Meyer die Verhandlungen vorzeitig verließen, weil sie Opposition gegen ihre Politik in Lübeck fürchteten, ritt Anton von Stiten ihnen nach. Obwohl er Lübeck vor ihnen erreichte, konnte er nicht verhindern, dass Wullenwever Volk und Rat erneut hinter sich brachte. Alle Gegner von Wullenwevers Politik, so auch Anton von Stiten, wurden aus dem Rat ausgeschlossen. Nach der Niederlage im Krieg gegen den Herzog von Holstein und dem Frieden von Stockelsdorf erzwangen die Bürger im November desselben Jahres die Wiederherstellung des Alten Rats. Beim Hansetag in Lüneburg und bei den Verhandlungen mit Christian III. von Dänemark nach der Grafenfehde 1535 vertrat er wieder die Stadt. Im Jahr 1540 wurde Anton von Stiten Bürgermeister.
Zusätzlich zu seiner Tätigkeit als Ratsherr bekleidete er von der neuen Kirchenordnung geschaffene Ämter als bürgerlicher Vorsteher von St. Jürgen, des Heiligen-Geist-Hospitals, des Gasthauses in der Mühlenstraße, des Zarrentin-Armenhauses, des Doms und der Marienkirche.
Anton von Stiten besaß in der Stadt umfangreichen Grundbesitz: Königstr. 74 (1526–1536) und 89 (Backhaus, vor 1526), Dankwartsgrube 2 (1537–1544), 20 (1536-1536), 23 (1557–1563) und 71 (1561), Mengstr. 2 (1526–1536) und 26 (1530), An der Mauer 142–146 (1526–1536) und by deme Keisertome (1526–1562), Wakenitzmauer 188–194 (1552), Hüxstr. 120–122 (1545), 126 (1550) und 42 (1530), Fünfhausen 3 (1530–1531) und 11–15 (1530), Hundestr. 6 (1530) 26 (1556), und 105–109 (1552), Krähenstr. 11–15 (Rotbrauhaus, 1528-1530), Depenau 1 (1530-1551), Johannisstr. 66 (1536), Mühlenstr. [alte Nr. 33] (1537) und 75 (vor 1553), Unterstr. 2 (vor 1537), Wahmstr. 71 (1537-1537), Ellerbrock 11-17 (1526-1541), Hartengrube 38 (1543-1554) und 26 (1543-1544), Schildstr. 4 (1543-1544), Engelwisch 16-18 (1543) und Rosenstr. 5-11 (1562). Dazu gehörten ihm vor der Stadt noch die Güter Niemark, Krummesse und Schönböken.
Er starb 1564 auf einer Reise. Sein Porträt befindet sich in der Bürgermeistergalerie im Lübecker Rathaus.

## Mitgliedschaften
Im Januar 1524 wurde er als Halbmitglied in die Zirkelgesellschaft (Mitgliedsnummer 290) aufgenommen, ein Jahr später als Vollmitglied. In der Gesellschaft war er als Schenk (1525, 1526) und als Schaffer (1529) tätig. Er besuchte zwischen 1525 und 1534 regelmäßig das von der Gesellschaft geöffnete Winterhaus.

1524 trat er auch der Antonius-Bruderschaft bei.